# Лави (Куявсько-Поморське воєводство)
Лави (пол. Ławy) — село в Польщі, у гміні Рипін Рипінського повіту Куявсько-Поморського воєводства.
Населення — 136 осіб (2011).
У 1975-1998 роках село належало до Влоцлавського воєводства.

## Демографія
Демографічна структура станом на 31 березня 2011 року:
|          | Загалом | Допрацездатний вік | Працездатний вік | Постпрацездатний вік |
| -------- | ------- | ------------------ | ---------------- | -------------------- |
| Чоловіки | 70      | 12                 | 50               | 8                    |
| Жінки    | 66      | 13                 | 40               | 13                   |
| Разом    | 136     | 25                 | 90               | 21                   |